# بخش آچام
بخش آچام (به لاتین: Achham District) یک بخش در نپال است که در سودورپاشچیم پرادش واقع شده‌است.

## خصوصیات
بخش آچام ۲۵۷٬۴۷۷ نفر جمعیت دارد.